# Mi vendo/Morire qui
Mi vendo/Morire qui è un singolo del cantautore romano Renato Zero, pubblicato nel 1977 dalla RCA Italiana, estratto dall'album Zerofobia.

## Descrizione
Il disco  è stato pubblicato il 19 novembre 1977, ed ha mantenuto la sua posizione entro le prime dieci canzoni per 5 settimane consecutive, fino al 17 dicembre 1977.
Il testo di Mi vendo è stato scritto da Renato Zero, mentre la musica è stata composta da Zero con Caviri (pseudonimo di Mario Vicari).
Morire qui è stata scritta e composta interamente da Renato Zero.

## Tracce
LATO A
1. Mi vendo (testo: Renato Zero – musica: Caviri - Renato Zero; edizioni musicali RCA-MiMo)

LATO B
1. Morire qui (Renato Zero; edizioni musicali RCA/MiMo)